# عشق یک کتاب پاداش است
عشق یک کتاب پاداش است (انگلیسی: Romance Is a Bonus Book, کره‌ای: 로맨스는 별책부록) یک مجموعهٔ تلویزیونی کره جنوبی سال ۲۰۱۹ با بازی لی نا-یونگ و لی جونگ سوک است. این مجموعه از ۲۶ ژانویه تا ۱۷ مارس ۲۰۱۹ برای ۱۶ قسمت از تی‌وی‌ان پخش شد.

## خلاصهٔ داستان
این مجموعه زندگی کارمندانی را دنبال می‌کند که در یک شرکت انتشاراتی کار می‌کنند.

## بازیگران

### بازیگران اصلی
- لی نا-یونگ در نقش کانگ دان-ای (۳۷ ساله)[۷]
- لی جونگ سوک در نقش چا اون-هو (۳۲ ساله)[۸][۹]
- جونگ یو-جین در نقش سونگ هه-رین (۲۹ ساله)[۱۰]
- وی ها-جون در نقش جی سو-جون (۲۹ ساله)[۱۱]

### بازیگران مکمل

#### افراد در شرکت انتشاراتی
- کیم ته-وو در نقش مدیرعامل کیم جه-مین[۱۲]
- کیم یومی در نقش مدیر گو یو-سون.[۱۳]
- جو هان-چول در نقش بونگ جی-هونگ[۱۴]
- کیم سون-یونگ در نقش سو یونگ-آه
- کانگ کی-دونگ در نقش پارک هون
- پارک گیو-یونگ در نقش اوه جی-یول[۱۵]
- لی کوان-هون در نقش لی سونگ-جین
- چوی سونگ-یون در نقش به کوانگ-سو[۱۶]
- لی ها-اون در نقش چه سونگ-ای[۱۷]

#### سایر بازیگران
- لی جی-ها در نقش مادر هه-رین
- اوه ای-شیک در نقش هونگ دونگ-مین (شوهر سابق کانگ دان-ای)
- لی جی-وون در نقش هونگ جه-هی
- هوانگ سه-اون در نقش کیم نا-کیونگ
- نو جونگ-هیون در نقش دوست‌پسر سابق اوه جی-یول